# Neoseiulus paraibensis
Neoseiulus paraibensis är en spindeldjursart som först beskrevs av Moraes och D. McMurtry 1983.  Neoseiulus paraibensis ingår i släktet Neoseiulus och familjen Phytoseiidae. Inga underarter finns listade i Catalogue of Life.